# Mistrzostwa Hiszpanii w piłce nożnej mężczyzn
Mistrzostwa Hiszpanii w piłce nożnej (hiszp. Campeonato de España de Futbol) – rozgrywki piłkarskie, prowadzone cyklicznie - corocznie lub co sezonowo (na przełomie dwóch lat kalendarzowych) - mające na celu wyłonienie najlepszej męskiej drużyny w Hiszpanii.

## Historia
Mistrzostwa Hiszpanii w piłce nożnej rozgrywane są od 1929 roku. Obecnie rozgrywki odbywają się w wielopoziomowych ligach: Primera División, Segunda División, Segunda División B oraz niższych klasach regionalnych.
23 grudnia 1889 roku w Huelva powstał pierwszy hiszpański klub piłkarski Recreativo Huelva. Od 1901 rozgrywane regionalne mistrzostwa Katalonii, a w 1903 startował Campeonato Centro, później w innych regionach.
Po założeniu hiszpańskiej federacji piłkarskiej – RFEF w 1909 roku, rozpoczął się proces zorganizowania pierwszych oficjalnych Mistrzostw Hiszpanii. W sezonie 1929 startowała pierwsza edycja rozgrywek o mistrzostwo kraju zwanych Primera División, w których 10 drużyn walczyło systemem ligowym o tytuł mistrza kraju.
27 lipca 1984 utworzono zawodową ligę piłkarską w Hiszpanii (LFP - Liga de Fútbol Profesional). Rozgrywki zawodowej Primera División zainaugurowano w sezonie 1984/85.

## Mistrzowie i pozostali medaliści
| Sezon            | K | K | T  | Mistrz                      | Wicemistrz                  | III miejsce                 | Br. | Król strzelców                                                                                      | Uwagi                                 |
| Primera División |   |   |    |                             |                             |                             |     | |                                       |
| 1929             |   |   | 1  | FC Barcelona                | Real Madryt                 | Athletic Bilbao             | 14  | Paco Bienzobas (Real Sociedad)                                                                      | 10 klubów                             |
| 1929/30          |   |   | 1  | Athletic Bilbao             | FC Barcelona                | Arenas Getxo                | 19  | Guillermo Gorostiza (Athletic Bilbao)                                                               | 10 klubów                             |
| 1930/31          |   |   | 2  | Athletic Bilbao             | Racing Santander            | Real Sociedad San Sebastián | 27  | Agustín Sauto Arana (Athletic Bilbao)                                                               | 10 klubów                             |
| 1931/32          |   |   | 1  | Real Madryt                 | Athletic Bilbao             | FC Barcelona                | 12  | Guillermo Gorostiza (Athletic Bilbao)                                                               | 10 klubów                             |
| 1932/33          |   |   | 2  | Real Madryt                 | Athletic Bilbao             | Espanyol Barcelona          | 16  | Manuel Olivares (Real Madryt)                                                                       | 10 klubów                             |
| 1933/34          |   |   | 3  | Athletic Bilbao             | Real Madryt                 | Racing Santander            | 27  | Isidro Lángara (Real Oviedo)                                                                        | 10 klubów                             |
| 1934/35          |   |   | 1  | Betis Sewilla               | Real Madryt                 | Real Oviedo                 | 26  | Isidro Lángara (Real Oviedo)                                                                        | 12 klubów                             |
| 1935/36          |   |   | 4  | Athletic Bilbao             | Real Madryt                 | Real Oviedo                 | 27  | Isidro Lángara (Real Oviedo)                                                                        | 12 klubów                             |
| 1936–1939        |   |   |    |                             |                             |                             |     | | nie rozgrywano z powodu wojny domowej |
| 1939/40          |   |   | 1  | Atlético Aviación           | Sevilla FC                  | Athletic Bilbao             | 22  | Víctor Unamuno (Athletic Bilbao)                                                                    | 12 klubów                             |
| 1940/41          |   |   | 2  | Atlético Aviación           | Athletic Bilbao             | Valencia CF                 | 30  | Pruden (Atlético Aviación)                                                                          | 12 klubów                             |
| 1941/42          |   |   | 1  | Valencia CF                 | Real Madryt                 | Atlético Aviación           | 27  | Edmundo Suárez (Valencia CF)                                                                        | 14 klubów                             |
| 1942/43          |   |   | 5  | Athletic Bilbao             | Sevilla FC                  | FC Barcelona                | 32  | Mariano Martín (FC Barcelona)                                                                       | 14 klubów                             |
| 1943/44          |   |   | 2  | Valencia CF                 | Atlético Aviación           | Sevilla FC                  | 27  | Edmundo Suárez (Valencia CF)                                                                        | 14 klubów                             |
| 1944/45          |   |   | 2  | FC Barcelona                | Real Madryt                 | Atlético Aviación           | 19  | Telmo Zarra (Athletic Bilbao)                                                                       | 14 klubów                             |
| 1945/46          |   |   | 1  | Sevilla FC                  | FC Barcelona                | Athletic Bilbao             | 24  | Telmo Zarra (Athletic Bilbao)                                                                       | 14 klubów                             |
| 1946/47          |   |   | 3  | Valencia CF                 | Athletic Bilbao             | Atlético Aviación           | 34  | Telmo Zarra (Athletic Bilbao)                                                                       | 14 klubów                             |
| 1947/48          |   |   | 3  | FC Barcelona                | Valencia CF                 | Atlético Madryt             | 23  | Pahiño (Celta Vigo)                                                                                 | 14 klubów                             |
| 1948/49          |   |   | 4  | FC Barcelona                | Valencia CF                 | Real Madryt                 | 28  | César Rodríguez Álvarez (FC Barcelona)                                                              | 14 klubów                             |
| 1949/50          |   |   | 3  | Atlético Madryt             | Deportivo La Coruña         | Valencia CF                 | 25  | Telmo Zarra (Athletic Bilbao)                                                                       | 14 klubów                             |
| 1950/51          |   |   | 4  | Atlético Madryt             | Sevilla FC                  | Valencia CF                 | 38  | Telmo Zarra (Athletic Bilbao)                                                                       | 16 klubów                             |
| 1951/52          |   |   | 5  | FC Barcelona                | Athletic Bilbao             | Real Madryt                 | 28  | Pahiño (Real Madryt)                                                                                | 16 klubów                             |
| 1952/53          |   |   | 6  | FC Barcelona                | Valencia CF                 | Real Madryt                 | 24  | Telmo Zarra (Athletic Bilbao)                                                                       | 16 klubów                             |
| 1953/54          |   |   | 3  | Real Madryt                 | FC Barcelona                | Valencia CF                 | 27  | Alfredo Di Stéfano (Real Madryt)                                                                    | 16 klubów                             |
| 1954/55          |   |   | 4  | Real Madryt                 | FC Barcelona                | Athletic Bilbao             | 28  | Juan Arza (Sevilla FC)                                                                              | 16 klubów                             |
| 1955/56          |   |   | 6  | Athletic Bilbao             | FC Barcelona                | Real Madryt                 | 24  | Alfredo Di Stéfano (Real Madryt)                                                                    | 16 klubów                             |
| 1956/57          |   |   | 5  | Real Madryt                 | Sevilla FC                  | FC Barcelona                | 31  | Alfredo Di Stéfano (Real Madryt)                                                                    | 16 klubów                             |
| 1957/58          |   |   | 6  | Real Madryt                 | Atlético Madryt             | FC Barcelona                | 19  | Manuel Badenes (Real Valladolid), Alfredo Di Stéfano (Real Madryt), Ricardo (Valencia CF)           | 16 klubów                             |
| 1958/59          |   |   | 7  | FC Barcelona                | Real Madryt                 | Athletic Bilbao             | 23  | Alfredo Di Stéfano (Real Madryt)                                                                    | 16 klubów                             |
| 1959/60          |   |   | 8  | FC Barcelona                | Real Madryt                 | Athletic Bilbao             | 26  | Ferenc Puskás (Real Madryt)                                                                         | 16 klubów                             |
| 1960/61          |   |   | 7  | Real Madryt                 | Atlético Madryt             | Real Saragossa              | 27  | Ferenc Puskás (Real Madryt)                                                                         | 16 klubów                             |
| 1961/62          |   |   | 8  | Real Madryt                 | FC Barcelona                | Atlético Madryt             | 25  | Juan Seminario (Real Saragossa)                                                                     | 16 klubów                             |
| 1962/63          |   |   | 9  | Real Madryt                 | Atlético Madryt             | Real Oviedo                 | 26  | Ferenc Puskás (Real Madryt)                                                                         | 16 klubów                             |
| 1963/64          |   |   | 10 | Real Madryt                 | FC Barcelona                | Betis Sewilla               | 20  | Ferenc Puskás (Real Madryt)                                                                         | 16 klubów                             |
| 1964/65          |   |   | 11 | Real Madryt                 | Atlético Madryt             | Real Saragossa              | 25  | Cayetano Ré (FC Barcelona)                                                                          | 16 klubów                             |
| 1965/66          |   |   | 5  | Atlético Madryt             | Real Madryt                 | FC Barcelona                | 19  | Vavá (Elche CF)                                                                                     | 16 klubów                             |
| 1966/67          |   |   | 12 | Real Madryt                 | FC Barcelona                | Espanyol Barcelona          | 24  | Waldo Machado (Valencia CF)                                                                         | 16 klubów                             |
| 1967/68          |   |   | 13 | Real Madryt                 | FC Barcelona                | UD Las Palmas               | 22  | Fidel Uriarte (Athletic Bilbao)                                                                     | 16 klubów                             |
| 1968/69          |   |   | 14 | Real Madryt                 | UD Las Palmas               | FC Barcelona                | 14  | Amancio Amaro (Real Madryt), José Eulogio Gárate (Atlético Madryt)                                  | 16 klubów                             |
| 1969/70          |   |   | 6  | Atlético Madryt             | Athletic Bilbao             | Sevilla FC                  | 16  | Amancio Amaro (Real Madryt), Luis Aragonés (Atlético Madryt), José Eulogio Gárate (Atlético Madryt) | 16 klubów                             |
| 1970/71          |   |   | 4  | Valencia CF                 | FC Barcelona                | Atlético Madryt             | 17  | José Eulogio Gárate (Atlético Madryt), Carles Rexach (FC Barcelona)                                 | 16 klubów                             |
| 1971/72          |   |   | 15 | Real Madryt                 | Valencia CF                 | FC Barcelona                | 20  | Enrique Porta (Granada)                                                                             | 18 klubów                             |
| 1972/73          |   |   | 7  | Atlético Madryt             | FC Barcelona                | Espanyol Barcelona          | 19  | Marianín (Real Oviedo)                                                                              | 18 klubów                             |
| 1973/74          |   |   | 9  | FC Barcelona                | Atlético Madryt             | Real Saragossa              | 20  | Quini (Sporting Gijón)                                                                              | 18 klubów                             |
| 1974/75          |   |   | 16 | Real Madryt                 | Real Saragossa              | FC Barcelona                | 19  | Carlos Ruiz Herrero (Athletic Bilbao)                                                               | 18 klubów                             |
| 1975/76          |   |   | 17 | Real Madryt                 | FC Barcelona                | Atlético Madryt             | 21  | Quini (Sporting Gijón)                                                                              | 18 klubów                             |
| 1976/77          |   |   | 8  | Atlético Madryt             | FC Barcelona                | Athletic Bilbao             | 24  | Mario Kempes (Valencia CF)                                                                          | 18 klubów                             |
| 1977/78          |   |   | 18 | Real Madryt                 | FC Barcelona                | Athletic Bilbao             | 28  | Mario Kempes (Valencia CF)                                                                          | 18 klubów                             |
| 1978/79          |   |   | 19 | Real Madryt                 | Sporting Gijón              | Atlético Madryt             | 29  | Hans Krankl (FC Barcelona)                                                                          | 18 klubów                             |
| 1979/80          |   |   | 20 | Real Madryt                 | Real Sociedad San Sebastián | Sporting Gijón              | 24  | Quini (Sporting Gijón)                                                                              | 18 klubów                             |
| 1980/81          |   |   | 1  | Real Sociedad San Sebastián | Real Madryt                 | Atlético Madryt             | 20  | Quini (FC Barcelona)                                                                                | 18 klubów                             |
| 1981/82          |   |   | 2  | Real Sociedad San Sebastián | FC Barcelona                | Real Madryt                 | 26  | Quini (FC Barcelona)                                                                                | 18 klubów                             |
| 1982/83          |   |   | 7  | Athletic Bilbao             | Real Madryt                 | Atlético Madryt             | 20  | Hipólito Rincón (Real Betis)                                                                        | 18 klubów                             |
| 1983/84          |   |   | 8  | Athletic Bilbao             | Real Madryt                 | FC Barcelona                | 17  | Jorge da Silva (Real Valladolid), Juanito (Real Madryt)                                             | 18 klubów                             |
| 1984/85          |   |   | 10 | FC Barcelona                | Atlético Madryt             | Athletic Bilbao             | 19  | Hugo Sánchez (Atlético Madryt)                                                                      | 18 klubów                             |
| 1985/86          |   |   | 21 | Real Madryt                 | FC Barcelona                | Athletic Bilbao             | 22  | Hugo Sánchez (Real Madryt)                                                                          | 18 klubów                             |
| 1986/87          |   |   | 22 | Real Madryt                 | FC Barcelona                | Espanyol Barcelona          | 34  | Hugo Sánchez (Real Madryt)                                                                          | 18 klubów                             |
| 1987/88          |   |   | 23 | Real Madryt                 | Real Sociedad San Sebastián | Atlético Madryt             | 29  | Hugo Sánchez (Real Madryt)                                                                          | 20 klubów                             |
| 1988/89          |   |   | 24 | Real Madryt                 | FC Barcelona                | Valencia CF                 | 35  | Baltazar (Atlético Madryt)                                                                          | 20 klubów                             |
| 1989/90          |   |   | 25 | Real Madryt                 | Valencia CF                 | FC Barcelona                | 38  | Hugo Sánchez (Real Madryt)                                                                          | 20 klubów                             |
| 1990/91          |   |   | 11 | FC Barcelona                | Atlético Madryt             | Real Madryt                 | 19  | Emilio Butragueño (Real Madryt)                                                                     | 20 klubów                             |
| 1991/92          |   |   | 12 | FC Barcelona                | Real Madryt                 | Atlético Madryt             | 27  | Manolo (Atlético Madryt)                                                                            | 20 klubów                             |
| 1992/93          |   |   | 13 | FC Barcelona                | Real Madryt                 | Deportivo La Coruña         | 29  | Bebeto (Deportivo La Coruña)                                                                        | 20 klubów                             |
| 1993/94          |   |   | 14 | FC Barcelona                | Deportivo La Coruña         | Real Saragossa              | 30  | Romário (FC Barcelona)                                                                              | 20 klubów                             |
| 1994/95          |   |   | 26 | Real Madryt                 | Deportivo La Coruña         | Betis Sewilla               | 28  | Iván Zamorano (Real Madryt)                                                                         | 20 klubów                             |
| 1995/96          |   |   | 9  | Atlético Madryt             | Valencia CF                 | FC Barcelona                | 31  | Juan Antonio Pizzi (CD Tenerife)                                                                    | 22 kluby                              |
| 1996/97          |   |   | 27 | Real Madryt                 | FC Barcelona                | Deportivo La Coruña         | 34  | Ronaldo (FC Barcelona)                                                                              | 22 kluby                              |
| 1997/98          |   |   | 15 | FC Barcelona                | Athletic Bilbao             | Real Sociedad San Sebastián | 24  | Christian Vieri (Atlético Madryt)                                                                   | 20 klubów                             |
| 1998/99          |   |   | 16 | FC Barcelona                | Real Madryt                 | RCD Mallorca                | 25  | Raúl (Real Madryt)                                                                                  | 20 klubów                             |
| 1999/00          |   |   | 1  | Deportivo La Coruña         | FC Barcelona                | Valencia CF                 | 27  | Salva Ballesta (Racing Santander)                                                                   | 20 klubów                             |
| 2000/01          |   |   | 28 | Real Madryt                 | Deportivo La Coruña         | RCD Mallorca                | 24  | Raúl (Real Madryt)                                                                                  | 20 klubów                             |
| 2001/02          |   |   | 5  | Valencia CF                 | Deportivo La Coruña         | Real Madryt                 | 21  | Diego Tristán (Deportivo La Coruña)                                                                 | 20 klubów                             |
| 2002/03          |   |   | 29 | Real Madryt                 | Real Sociedad San Sebastián | Deportivo La Coruña         | 29  | Roy Makaay (Deportivo La Coruña)                                                                    | 20 klubów                             |
| 2003/04          |   |   | 6  | Valencia CF                 | FC Barcelona                | Deportivo La Coruña         | 25  | Ronaldo (Real Madryt)                                                                               | 20 klubów                             |
| 2004/05          |   |   | 17 | FC Barcelona                | Real Madryt                 | Villarreal CF               | 25  | Diego Forlán (Villarreal CF)                                                                        | 20 klubów                             |
| 2005/06          |   |   | 18 | FC Barcelona                | Real Madryt                 | Valencia CF                 | 26  | Samuel Eto’o (FC Barcelona)                                                                         | 20 klubów                             |
| 2006/07          |   |   | 30 | Real Madryt                 | FC Barcelona                | Sevilla FC                  | 25  | Ruud van Nistelrooy (Real Madryt)                                                                   | 20 klubów                             |
| 2007/08          |   |   | 31 | Real Madryt                 | Villarreal CF               | FC Barcelona                | 27  | Daniel Güiza (RCD Mallorca)                                                                         | 20 klubów                             |
| 2008/09          |   |   | 19 | FC Barcelona                | Real Madryt                 | Sevilla FC                  | 32  | Diego Forlán (Atlético Madryt)                                                                      | 20 klubów                             |
| 2009/10          |   |   | 20 | FC Barcelona                | Real Madryt                 | Valencia CF                 | 34  | Lionel Messi (FC Barcelona)                                                                         | 20 klubów                             |
| 2010/11          |   |   | 21 | FC Barcelona                | Real Madryt                 | Valencia CF                 | 40  | Cristiano Ronaldo (Real Madryt)                                                                     | 20 klubów                             |
| 2011/12          |   |   | 32 | Real Madryt                 | FC Barcelona                | Valencia CF                 | 50  | Lionel Messi (FC Barcelona)                                                                         | 20 klubów                             |
| 2012/13          |   |   | 22 | FC Barcelona                | Real Madryt                 | Atlético Madryt             | 46  | Lionel Messi (FC Barcelona)                                                                         | 20 klubów                             |
| 2013/14          |   |   | 10 | Atlético Madryt             | FC Barcelona                | Real Madryt                 | 31  | Cristiano Ronaldo (Real Madryt)                                                                     | 20 klubów                             |
| 2014/15          |   |   | 23 | FC Barcelona                | Real Madryt                 | Atlético Madryt             | 48  | Cristiano Ronaldo (Real Madryt)                                                                     | 20 klubów                             |
| 2015/16          |   |   | 24 | FC Barcelona                | Real Madryt                 | Atlético Madryt             | 40  | Luis Suárez (FC Barcelona)                                                                          | 20 klubów                             |
| 2016/17          |   |   | 33 | Real Madryt                 | FC Barcelona                | Atlético Madryt             | 37  | Lionel Messi (FC Barcelona)                                                                         | 20 klubów                             |
| 2017/18          |   |   | 25 | FC Barcelona                | Atlético Madryt             | Real Madryt                 | 34  | Lionel Messi (FC Barcelona)                                                                         | 20 klubów                             |
| 2018/19          |   |   | 26 | FC Barcelona                | Atlético Madryt             | Real Madryt                 | 36  | Lionel Messi (FC Barcelona)                                                                         | 20 klubów                             |
| 2019/20          |   |   | 34 | Real Madryt                 | FC Barcelona                | Atlético Madryt             | 25  | Lionel Messi (FC Barcelona)                                                                         | 20 klubów                             |
| 2020/21          |   |   | 11 | Atlético Madryt             | Real Madryt                 | FC Barcelona                | 30  | Lionel Messi (FC Barcelona)                                                                         | 20 klubów                             |
| 2021/22          |   |   | 35 | Real Madryt                 | FC Barcelona                | Atlético Madryt             | 27  | Karim Benzema (Real Madryt)                                                                         | 20 klubów                             |
| 2022/23          |   |   | 27 | FC Barcelona                | Real Madryt                 | Atlético Madryt             | 23  | Robert Lewandowski (FC Barcelona)                                                                   | 20 klubów                             |
| 2023/24          |   |   | 36 | Real Madryt                 | FC Barcelona                | Girona FC                   | 24  | Artem Dowbyk (Girona FC)                                                                            | 20 klubów                             |
| 2024/25          |   |   | 28 | FC Barcelona                | Real Madryt                 | Atlético Madryt             | 31  | Kylian Mbappé (Real Madryt)                                                                         | 20 klubów                             |

## Statystyka

### Klasyfikacja według klubów
W dotychczasowej historii Mistrzostw Hiszpanii na podium oficjalnie stawało w sumie 18 drużyn. Liderem klasyfikacji jest Real Madryt, który zdobył 36 tytuły mistrzowskie.
Stan po sezonie 2024/2025.
| Lp. | Klub                        | Miejsca na podium | Miejsca na podium | Miejsca na podium | Zwycięskie sezony |    |    | |
| --- | --------------------------- | ----------------- | ----------------- | ----------------- | --- | -- | -- | --- |
| Lp. | Klub                        | 1.                | Real Madryt       | 36                | Zwycięskie sezony | 26 | 10 | 1931/32, 1932/33, 1953/54, 1954/55, 1956/57, 1957/58, 1960/61, 1961/62, 1962/63, 1963/64, 1964/65, 1966/67, 1967/68, 1968/69, 1971/72, 1974/75, 1975/76, 1977/78, 1978/79, 1979/80, 1985/86, 1986/87, 1987/88, 1988/89, 1989/90, 1994/95, 1996/97, 2000/01, 2002/03, 2006/07, 2007/08, 2011/12, 2016/17, 2019/20, 2021/22, 2023/24 |
| 2.  | FC Barcelona                | 28                | 28                | 13                | 1928/29, 1944/45, 1947/48, 1948/49, 1951/52, 1952/53, 1958/59, 1959/60, 1973/74, 1984/85, 1990/91, 1991/92, 1992/93, 1993/94, 1997/98, 1998/99, 2004/05, 2005/06, 2008/09, 2009/10, 2010/11, 2012/13, 2014/15, 2015/16, 2017/18, 2018/19, 2022/23, 2024/25 |    |    | |
| 3.  | Atlético Madryt             | 11                | 10                | 20                | 1939/40, 1940/41, 1949/50, 1950/51, 1965/66, 1969/70, 1972/73, 1976/77, 1995/96, 2013/14, 2020/21 |    |    | |
| 4.  | Athletic Bilbao             | 8                 | 7                 | 10                | 1929/30, 1930/31, 1933/34, 1935/36, 1942/43, 1955/56, 1982/83, 1983/84 |    |    | |
| 5.  | Valencia CF                 | 6                 | 6                 | 10                | 1941/42, 1943/44, 1946/47, 1970/71, 2001/02, 2003/04 |    |    | |
| 6.  | Real Sociedad San Sebastián | 2                 | 3                 | 2                 | 1980/81, 1981/82 |    |    | |
| 7.  | Deportivo La Coruña         | 1                 | 5                 | 4                 | 1999/00 |    |    | |
| 8.  | Sevilla FC                  | 1                 | 4                 | 4                 | 1945/46 |    |    | |
| 9.  | Betis Sewilla               | 1                 | 0                 | 2                 | 1934/35 |    |    | |
| 10. | Real Saragossa              | 0                 | 1                 | 4                 | |    |    | |
| 11. | Racing Santander            | 0                 | 1                 | 1                 | |    |    | |
| 11. | Sporting Gijón              | 0                 | 1                 | 1                 | |    |    | |
| 11. | UD Las Palmas               | 0                 | 1                 | 1                 | |    |    | |
| 11. | Villarreal CF               | 0                 | 1                 | 1                 | |    |    | |
| 15. | Espanyol Barcelona          | 0                 | 0                 | 4                 | |    |    | |
| 16. | Real Oviedo                 | 0                 | 0                 | 3                 | |    |    | |
| 17. | RCD Mallorca                | 0                 | 0                 | 2                 | |    |    | |
| 18. | Arenas Getxo                | 0                 | 0                 | 1                 | |    |    | |
| 18. | Girona FC                   | 0                 | 0                 | 1                 | |    |    | |

### Klasyfikacja według miast
Siedziby klubów: Stan po zakończeniu sezonu 2023/2024
| Miasto        | Liczba tytułów | Kluby                                  |
| ------------- | -------------- | -------------------------------------- |
| Madryt        | 47             | Real Madryt (36), Atlético Madryt (11) |
| Barcelona     | 28             | FC Barcelona (28)                      |
| Bilbao        | 8              | Athletic Bilbao (8)                    |
| Walencja      | 6              | Valencia CF (6)                        |
| San Sebastián | 2              | Real Sociedad (2)                      |
| Sewilla       | 2              | Sevilla FC (1), Betis Sewilla (1)      |
| A Coruña      | 1              | Deportivo La Coruña (1)                |

## Uczestnicy
Jest 60 zespołów, które wzięły udział w 87 sezonach Mistrzostw Hiszpanii, które były prowadzone od 1929 do sezonu 2017/18 łącznie. Jedynie Athletic Bilbao, FC Barcelona i Real Madryt były obecne w każdej edycji.
Pogrubione zostały zespoły biorące udział w sezonie 2017/18.
- 87 razy: Athletic Bilbao, FC Barcelona, Real Madryt
- 83 razy: Valencia CF, RCD Espanyol
- 81 razy: Atlético Madryt
- 74 razy: Sevilla FC
- 71 razy: Real Sociedad
- 57 razy: Real Saragossa
- 52 razy: Celta Vigo, Real Betis
- 46 razy: Deportivo La Coruña
- 44 razy: Racing Santander
- 42 razy: Real Valladolid, Sporting Gijón
- 38 razy: Real Oviedo
- 37 razy: CA Osasuna
- 34 razy: UD Las Palmas
- 27 razy: RCD Mallorca
- 24 razy: Granada CF
- 21 razy: Elche CF
- 20 razy: Hércules CF, CD Málaga
- 19 razy: Real Murcia
- 18 razy:Villarreal CF
- 17 razy: Málaga CF, Rayo Vallecano
- 14 razy: CE Sabadell FC
- 13 razy: Deportivo Alavés, Getafe CF, CD Tenerife
- 12 razy: Cádiz CF, Levante UD, UD Salamanca
- 11 razy: CD Castellón
- 9 razy: Córdoba CF, CD Logroñés
- 7 razy: Albacete Balompié, Arenas Getxo
- 6 razy: UD Almería, Burgos CF, Pontevedra CF, Recreativo Huelva
- 4 razy: CD Alcoyano, SD Compostela, SD Eibar, Gimnàstic Tarragona, CD Numancia, Real Unión
- 3 razy: CE Europa, Real Burgos, Real Jaén
- 2 razy: CD Almería, CF Extremadura, CD Leganés, Lleida Esportiu, Mérida UD
- 1 raz: Moghreb Tétouan, Condal, Girona FC, CD Leonesa, Xerez CD.